# 켄슌몬인 신다이나곤
켄슌몬인 신다이나곤(일본어: 建春門院新大納言 けんしゅんもんいんしんだいなごん[*], 에이랴쿠 원년 (1160년) ? - 몰년 미상)은 헤이안 시대 말기부터 가마쿠라 시대 초기에 살은 여성이다. 후지와라노 나리치카의 차녀이다. 어머니는 후지와라노 토시나리의 장녀 쿄고쿠노츠보네이다. 타이라노 코레모리의 정실이다. 후에 요시다 츠네후사의 아내가 된다. 자녀로는 1남 (로쿠다이 (후의 타카키요)) 1녀 (후지와라노 사네노부의 아내, 후의 타이라노 치카쿠니의 아내)가 있다.

## 생애
12, 13세 무렵에 켄슌몬인의 뇨보로 출사하여, 신다이나곤이라 칭했다. 켄슌몬인의 고쇼 근처에서 거처를 하사받아, 극진한 대접을 받았고, 2, 3년 정도 뇨보로 지냈다. 『헤이케모노가타리(平家物語)』에 따르면, 13세에 타이라노 코레모리의 정실이 되어, 조안 3년 (1173년)에 로쿠다이를, 2년 후에는 딸을 낳았다.
안겐 3년 (1177년), 시시가타니의 음모가 일어나, 헤이케 타도를 기도했던 아버지 나리치카는 타이라노 키요모리에 의해 처벌받고, 유배지에서 사망했다. 이로 인해, 남편 코레모리는 헤이케 일문에서 난처한 입장에 처하게 되었다. 주에이 2년 (1183년) 7월, 헤이케 일문의 냑향에 해당해, 코레모리는 처와 자식을 수도에 남겨두고 서국으로 내려가, 이치노타니 전투 전후로 일문을 이탈해 물에 빠져 자살했다. 남겨진 신다이나곤노츠보네는 자녀와 함께 외가 가문의 비호 아래 살았다.
분지 원년 (1185년) 3월, 단노우라 전투에서 헤이케 일문이 멸망한 뒤, 호죠 토키마사에 의해 헤이케 잔당 사냥으로 코레모리의 남겨진 자식을 수색했다. 신다이나곤노츠보네는 로쿠다이와 딸과 함께 쇼부다니 (교토시 우쿄구 키타사가키타노단쵸)의 작은 방에 숨어있다가, 같은 해 12월 중순, 한 여자에 의한 밀고로 로쿠다이가 붙잡혔다. 로쿠다이의 유모가 가까운 거리에 있던 신고지에 뛰어들어 몬가쿠 상인에게 로쿠다이의 구명 탄원을 빌고, 몬가쿠가 미나모토노 요리토모에게 말함으로써, 로쿠다이는 구명되고, 출가하여 승려가 되었다. 겐큐 초, 신다이나곤은 딸을 데리고 요시다 츠네후사와 재혼했다.
겐큐 10년 (1199년), 산사에몬 사건의 영향으로 로쿠다이는 처형되었다. 쇼지 2년 (1200년), 츠네후사의 사망으로 다시 미망인이 되었다. 후지와라노 사네노부의 아내가 된 딸은 겐닌 3년 (1203년) 경, 사네노부가 호죠 토키마사의 딸을 아내로 맞이하기 위해, 그녀와 이혼했다. 딸은 겐에이 원년 (1206년), 31세에 타이라노 치카쿠니와 재혼하지만, 불과 2년 만에 치카쿠니가 사망해 과부가 되었다.
그 후의 신다이나곤과 딸의 소식은 알려져있지 않다.

## 같이 보기
- 헤이케모노가타리